# Лелюг
Лелюг — река в России, протекает в Прилузском районе Республики Коми. Устье реки находится в 238 км по левому берегу реки Луза. Длина реки составляет 15 км.
Исток реки на Северных Увалах в 13 км к юго-востоку от села Лойма. Генеральное направление течения — северо-запад. Всё течение проходит по ненаселённому холмистому таёжному массиву. Приток Семенгош (левый). В нижнем течении выходит на пойму Лузы, где последовательно преодолевает перед самым устьем две лузские старицы. Впадает в Лузу чуть ниже села Лойма. Ширина реки в нижнем течении около 5 м.

## Данные водного реестра
По данным государственного водного реестра России и геоинформационной системы водохозяйственного районирования территории РФ, подготовленной Федеральным агентством водных ресурсов:
- Бассейновый округ — Двинско-Печорский
- Речной бассейн — Северная Двина
- Речной подбассейн — Малая Северная Двина
- Водохозяйственный участок — Юг
- Код водного объекта — 03020100212103000012600